# Onzo
Onzo ( Unsu o Ònso in ligure, quest'ultimo pronunciato [ˈɔŋsu]) è un comune italiano sparso di 208 abitanti della provincia di Savona in Liguria. La sede comunale è ubicata nell'agglomerato urbano di Capitolo.

## Geografia fisica
Il territorio di Onzo è situato nell'alta valle Arroscia, a circa 410 m sul livello del mare, posto sul versante meridionale del monte Castell'Ermo, conosciuto anche come Peso Grande (1092 m). Nei pressi dell'agglomerato urbano di Menezzo è presente un bacino artificiale, ubicato a circa 600 m di altitudine, che oltre a fungere al ruolo di importante riserva idrica per le locali coltivazioni agricole ed ortofrutticole del fondovalle è pure un'attrattiva turistica del territorio onzese.

## Storia
Le prime notizie certe su Onzo risalgono all'anno 1000 quando il luogo fu denominato Onze, derivante dall'undicesimo comune del Contado dei Clavesana. Divenuto dominio di Bonifacio del Vasto nel 1091 ed ereditato dai Clavesana nel XII secolo, fu da questi ultimi ceduto alla Repubblica di Genova nel 1393.
Nel 1402 divenne feudo del Marchesato di Finale e della famiglia Del Carretto del ramo di Zuccarello.
Nel 1581 cessò il dominio feudale per ritornare sotto la repubblica genovese che lo sottopose alla giurisdizione del capitaneato di Pieve di Teco. Il 4 settembre dello stesso anno Onzo divenne, con un proprio Statuto, libero comune affrancandosi dalla Repubblica di Genova mediante il pagamento di 5.000 scudi d'oro — analoga cifra che sborsò Genova alla famiglia carrettesca per l'acquisto del feudo — che gli abitanti del borgo s'impegnarono a pagare con una quota annuale al senato genovese di 200 scudi d'oro.
A questo proposito la leggenda narra che essendosi sposata una bellissima giovane il feudatario (Scipione Del Carretto) intendesse esercitare lo ius primae noctis; la popolazione, esasperata da questo affronto, attaccò nottetempo il castello, costringendo alla fuga il signore e saccheggiando il maniero: addirittura questo venne in parte demolito per recuperare materiale da costruzione. Il feudatario vendette per paura il territorio di Onzo alla Repubblica di Genova, dalla quale la popolazione ricomprò tutto il paese ed i terreni.
Negli Statuti di Onzo - firmati dal cancelliere Nicolò Zignago - si trovano, divise in quattro libri, norme di diritto amministrativo, civile e penale che, nel periodo storico denominato come il "Tempo della Repubblica di Onzo", governarono indipendentemente il borgo, a parte i reati penali più gravi che furono gestiti dal capitano genovese di Pieve di Teco, sino alla dominazione napoleonica di fine XVIII secolo.
Con la successiva dominazione francese il territorio di Onzo acquisì una propria autonomia amministrativa rispetto alla municipalità pievese rientrando dal 2 dicembre 1797 nel Dipartimento del Letimbro, con capoluogo Savona, all'interno della Repubblica Ligure. Dal 28 aprile del 1798 fece parte del V cantone, con capoluogo Onzo, della Giurisdizione di Centa e dal 1803 centro principale del IV cantone della Centa nella Giurisdizione degli Ulivi. Annesso al Primo Impero francese, dal 13 giugno 1805 al 1814 venne inserito nel Dipartimento di Montenotte.
Nel 1815 fu inglobato nella provincia di Albenga del Regno di Sardegna, così come stabilì il Congresso di Vienna del 1814, e successivamente nel Regno d'Italia dal 1861. Dal 1859 al 1926 il territorio fu compreso nel I mandamento di Albenga del circondario di Albenga facente parte della provincia di Genova; nel 1927 con la soppressione del circondario ingauno passò, per pochi mesi, nel circondario di Savona e, infine, sotto la neo costituita provincia di Savona.
Dal 1973 al 31 dicembre 2008 ha fatto parte della Comunità montana Ingauna e, con le nuove disposizioni della Legge Regionale nº 24 del 4 luglio 2008, ha fatto parte fino al 2011 della Comunità montana Ponente Savonese.

### Simboli
Stemma

Lo stemma riprende i simboli della Repubblica di Genova, del Marchesato di Finale e il giallo-blu del Comune di Onzo. La raffigurazione di un ramo d'olivo è da ricercare nella nota attività principale del territorio.

## Monumenti e luoghi d'interesse

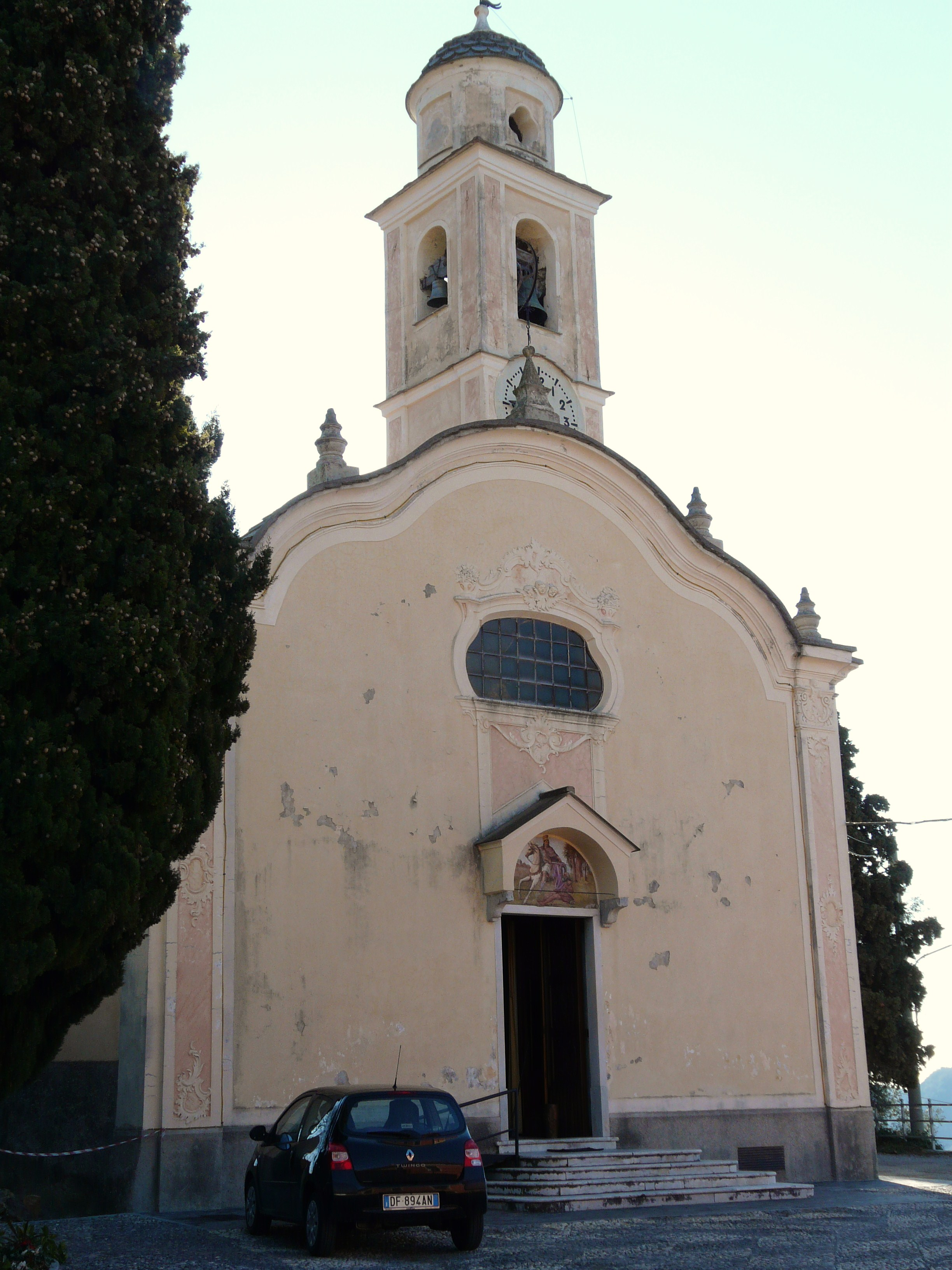
La chiesa parrocchiale di San Martino nell'agglomerato urbano-capoluogo di Capitolo

### Architetture religiose
- Chiesa parrocchiale di san Martino nella località di Capitolo. Di forme barocche, dalle semplice facciata ornata sul coronamento da quattro pinnacoli, conserva al suo interno due statue attribuite allo scultore genovese Anton Maria Maragliano.
- Cappella-santuario di San Calocero presso la vetta del monte Castell'Ermo, ai confini amministrativi con Vendone.
- Cappella della Madonna delle Grazie nei pressi del laghetto artificiale di Menezzo, nell'omonimo agglomerato urbano.

### Architetture militari
- Ruderi del castello dei marchesi di Clavesana presso Capitolo. La postazione difensiva, racchiusa entro le mura d'epoca medievale, era a pianta poligonale e consta di due torri mozzate, una di forma circolare e l'altra ottagonale.

### Arte

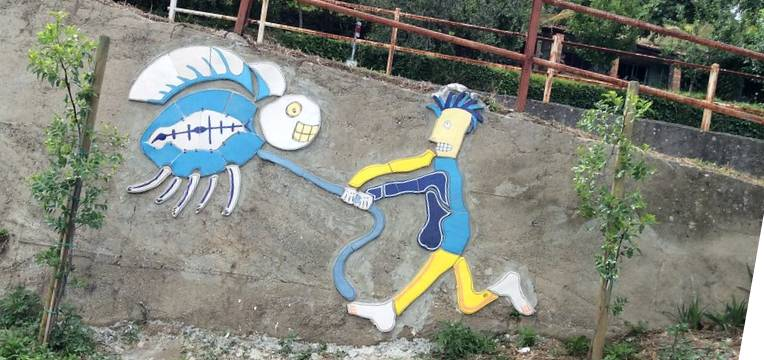
Opera monumentale di Filippo Biagioli al parco Mnemosine Onzo

Il Parco di Onzo" è uno spazio museale a cielo aperto. L'area raccoglie opere di Arte Tribale e Arte Contemporanea, tra cui un'opera monumentale dell'Artista Filippo Biagioli che lavorò alcuni anni sul territorio savonese.

## Società

### Evoluzione demografica
Abitanti censiti

### Etnie e minoranze straniere
Secondo i dati Istat al 31 dicembre 2019, i cittadini stranieri residenti a Onzo sono 24.

## Geografia antropica
Il territorio comunale è costituito, oltre al capoluogo di Capitolo (situato sulla dorsale tra le valli del rio Cornareo e del Paraone), dagli altri agglomerati urbani di Costa, Menezzo, Ponterotto, Varavo Inferiore e Varavo Superiore per una superficie totale di 8,23 km2.
Confina a nord con il comune di Nasino, a sud con Casanova Lerrone e Ortovero, ad ovest con Ranzo (IM), e ad est con Castelbianco, Vendone ed Ortovero.

## Economia
Si basa principalmente sull'attività agricola, specie nella produzione di olio di oliva e vino. Nel territorio inoltre è diffuso l'allevamento del bestiame, da cui si ricavano latticini e altri prodotti caseari, oltre che la raccolta di castagne.

## Infrastrutture e trasporti

### Strade
Il territorio di Onzo è attraversata principalmente dalla strada provinciale 20 che permette il collegamento del capoluogo comunale con la provinciale 35, ad est e quindi con il territorio di Vendone, e innestandosi a sud con la strada statale 453 della Valle Arroscia presso Ortovero; la provinciale 78, inoltre, permette il collegamento viario del territorio onzese con quello di Ranzo, nella provincia imperiese.

## Amministrazione
| Periodo        | Periodo        | Primo cittadino     | Partito                                     | Carica  | Note |
| -------------- | -------------- | ------------------- | ------------------------------------------- | ------- | ---- |
| 17 giugno 1985 | 18 maggio 1990 | Stefano Chiappe     | Democrazia Cristiana                        | Sindaco |      |
| 18 maggio 1990 | 24 aprile 1995 | Sandro Piccardo     | Indipendente                                | Sindaco |      |
| 24 aprile 1995 | 14 giugno 1999 | Sandro Piccardo     | Indipendente                                | Sindaco |      |
| 14 giugno 1999 | 14 giugno 2004 | Gianfilippo Sassi   | lista civica                                | Sindaco |      |
| 14 giugno 2004 | 8 giugno 2009  | Gianfilippo Sassi   | lista civica                                | Sindaco |      |
| 8 giugno 2009  | 26 maggio 2014 | Marina Casa         | Per il nostro paese (lista civica)          | Sindaco |      |
| 26 maggio 2014 | 27 maggio 2019 | Alessandro Bottello | Onzo vive (lista civica)                    | Sindaco |      |
| 27 maggio 2019 | 10 giugno 2024 | Alessandro Bottello | Onzo c'è continuità e futuro (lista civica) | Sindaco |      |
| 10 giugno 2024 | in carica      | Sandro Piccardo     | Onzo rinnovare per il futuro (lista civica) | Sindaco |      |